# Tamaskan
Tamaskanhunden är en varglik blandrashund av spetstyp från Finland. Rasens grundare är Lynn Hardey. Målet med aveln har varit att ta fram en så varglik hund som möjligt, med ett trevligt temperament som gör att den passar som familjehund. Tamaskanen är en ny hundras och den är inte erkänd av Svenska Kennelklubben.

## Historia
I början av 1980-talet importerades fem slädhundar av oklar härkomst till Storbritannien från USA. Hundarna korsades med siberian husky, alaskan malamute, tysk schäferhund och sannolikt även med andra raser med varglikt utseende. Registrering och kontroll av dessa hundar var i det närmaste obefintlig och det är okänt varifrån de flesta individerna härstammar.
1988 grundades The Northern Inuit Society (NI) i ett försök att få kontroll över situationen och upprätta en rasstandard. Medlemmarna var dock oense om hur rasstandarden skulle se ut, vilket resulterade i att rasen splittrades i två. Lynn Hardey var en av de uppfödare som lämnade NI och i stället satsade på tamaskanens förfader, en hundras kallad utonagan.
Lynn Hardey gjorde sig snabbt impopulär i The Utonagan Society genom att kräva striktare kontroll av utonagan-uppfödare, med standardiserade hälsotester för att motverka de hälsoproblem som börjat synas i rasen. Hardey startade till slut sin egen rasklubb, The British & International Utonagan Society, med obligatoriska tester för höft- och ögonproblem hos hundarna. Inte långt senare upptäckte Hardey att informationen i hennes hundars stamtavlor inte stämde överens med vad som stod i stamtavlor ägda av andra människor. Det visade sig att det fanns ett utbrett fusk inom rasen, där namn på hundar och föräldradjur ändrats godtyckligt för att dölja inavel. Hardey avgjorde att andra hundar måste korsas in i rasen för att bredda genpoolen och 2004 sökte hon sig därför till Finland. Härifrån hämtade hon hem flera hundar av okänd slädhundstyp till Storbritannien.
2006 flyttade Hardey till Finland för att bedriva uppfödning av vad som nu kallades tamaskanhund. I februari samma år grundade hon The Tamaskan Dog Register.

## Utseende
Vuxna hanar blir ca 63-71 cm, tikar 61-66 cm, i mankhöjd. Hanar väger upp mot 41-45 kg, tikar 23-38 kg.
Tamaskanen mognar sent och når full mognad först vid 3-4 år.